# Greatest Hits – Chapter One (álbum de Kelly Clarkson)
Greatest Hits – Chapter One (estilizado como Greatest Hits • Chapter One) é o primeiro álbum de grandes êxitos da cantora norte-americana Kelly Clarkson, lançado a 16 de novembro de 2012 através da editora discográfica RCA Records. A compilação contém faixas de assinatura contidas em álbuns de estúdio lançados posteriormente até 2011: Thankful (2003), Breakaway (2004), My December (2007), All I Ever Wanted (2009) e Stronger (2011), além de três músicas inéditas.
O anúncio foi feito pela representante da cantora a 4 de outubro de 2012, sendo que o lançamento foi precedido pelo single de avanço, "Catch My Breath" a 10 de outubro de 2012.

## Antecedentes e lançamento
"Já passou uma década desde que ganhei o American Idol. Às vezes sinto que já foi há muito porque, embora tenha sido excitante, foi muita pressão para uma menina de 19 anos de idade. Para possuir uma empresa, liderar uma organização como uma mulher de negócios, e ser capaz de criar música, eu estou orgulhosa de ter sido difícil, mas estimulante, para mim. Obrigado a todos que têm feito parte da minha carreira e vida. Aqui está a mais uma década de paixão e diversão!"

— Clarkson sobre o lançamento da colecção.
Clarkson foi abordada pela primeira vez em lançar um álbum de grandes êxitos depois de editar My December, em Dezembro de 2007, mas considerou uma ideia terrível, afirmando o seguinte: "Seria de malucos. Não tenho 50 [anos]. Artistas que o fazem depois de três álbuns devem pensar que a sua carreira está a chegar ao fim". A 11 de Setembro de 2012, a Sony Music Entertainment britânica revelou numa conferência de imprensa que Clarkson iria lançar uma compilação dos seus maiores sucessos até ao final do ano. Esta informação foi reiterada numa entrevista dada pela artista à The Insider, enquanto Kelly promovia a gravação promocional "Get Up (A Cowboys Anthem)". A 4 de Outubro de 2012, a cantora e a sua equipa anunciaram que o novo single "Catch My Breath" seria lançado na semana seguinte. A RCA Records também fez um comunicado a revelar o título do disco e que seria editado a 19 de Novembro de 2012.

## Alinhamento de faixas
No dia 16 de Outubro de 2012, Kelly Clarkson revelou o alinhamento de faixas final para o disco e a capa de arte no seu sítio oficial na Internet.
| N.º | Título                                    | Compositor(es)                                                  | Produtor(es)               | Duração |  |
| 1.  | "Since U Been Gone"                       | Max Martin, Luke Gottwald                                       | Dr. Luke, Martin           | 3:09    |  |
| 2.  | "My Life Would Suck Without You"          | Martin, Gottwald, Claude Kelly                                  | Dr. Luke, Martin           | 3:32    |  |
| 3.  | "Miss Independent"                        | Kelly Clarkson, Christina Aguilera, Rhett Lawrence, Matt Morris | Lawrence                   | 3:41    |  |
| 4.  | "Stronger (What Doesn't Kill You)"        | Jörgen Elofsson, Ali Tamposi, David Gamson, Greg Kurstin        | Kurstin                    | 3:41    |  |
| 5.  | "Behind These Hazel Eyes"                 | Clarkson, Martin, Gottwald                                      | Martin, Gottwald           | 3:16    |  |
| 6.  | "Because of You"                          | Clarkson, David Hodges, Ben Moody                               | Hodges, Moody              | 3:44    |  |
| 7.  | "Never Again"                             | Clarkson, Jimmy Messer                                          | David Kahne                | 3:37    |  |
| 8.  | "Already Gone"                            | Clarkson, Ryan Tedder                                           | Tedder                     | 4:39    |  |
| 9.  | "Mr. Know It All"                         | Brian Seals, Ester Dean, Brett James, Dante Jones               | Brian Kennedy, Dean, Jones | 3:53    |  |
| 10. | "Breakaway"                               | Matthew Gerrard, Bridget Benenate, Avril Lavigne                | John Shanks                | 3:56    |  |
| 11. | "Don't You Wanna Stay" (com Jason Aldean) | Jason Sellers, Andy Gibson, Paul Jenkins                        | Michael Knox               | 4:15    |  |
| 12. | "Walk Away"                               | Clarkson, Kara DioGuardi, Chantal Kreviazuk, Raine Maida        | Maida                      | 3:08    |  |
| 13. | "Catch My Breath"                         | Clarkson, Jason Halbert, Eric Olson                             | Sound Kollectiv            | 4:11    |  |
| 14. | "People Like Us"                          | Meghan Kabir, James Michael, Blair Daly                         | Kurstin                    | 4:19    |  |
| 15. | "Don't Rush"                              | Blu Sanders, Natalie Hemby, Lindsay Chapman                     | Dann Huff                  | 4:02    |  |
| 16. | "A Moment Like This"                      | Elofsson, John Reid                                             | Stephen Ferrera, Steve Mac | 4:18    |  |
| 17. | "I'll Be Home For Christmas"              | Kim Gannon, Walter Kent, Buck Ram                               | Halbert                    | 2:53    |  |

| Edição deluxe internacional |                                           |                                                                 |                            |         |  |
| N.º                         | Título                                    | Compositor(es)                                                  | Produtor(es)               | Duração |  |
| 1.                          | "Since U Been Gone"                       | Max Martin, Luke Gottwald                                       | Dr. Luke, Martin           | 3:09    |  |
| 2.                          | "My Life Would Suck Without You"          | Martin, Gottwald, Claude Kelly                                  | Dr. Luke, Martin           | 3:32    |  |
| 3.                          | "Miss Independent"                        | Kelly Clarkson, Christina Aguilera, Rhett Lawrence, Matt Morris | Lawrence                   | 3:41    |  |
| 4.                          | "Stronger (What Doesn't Kill You)"        | Jörgen Elofsson, Ali Tamposi, David Gamson, Greg Kurstin        | Kurstin                    | 3:41    |  |
| 5.                          | "Behind These Hazel Eyes"                 | Clarkson, Martin, Gottwald                                      | Martin, Gottwald           | 3:16    |  |
| 6.                          | "Because of You"                          | Clarkson, David Hodges, Ben Moody                               | Hodges, Moody              | 3:44    |  |
| 7.                          | "Never Again"                             | Clarkson, Jimmy Messer                                          | David Kahne                | 3:37    |  |
| 8.                          | "Already Gone"                            | Clarkson, Ryan Tedder                                           | Tedder                     | 4:39    |  |
| 9.                          | "Mr. Know It All"                         | Brian Seals, Ester Dean, Brett James, Dante Jones               | Brian Kennedy, Dean, Jones | 3:53    |  |
| 10.                         | "Breakaway"                               | Matthew Gerrard, Bridget Benenate, Avril Lavigne                | John Shanks                | 3:56    |  |
| 11.                         | "Walk Away"                               | Clarkson, Kara DioGuardi, Chantal Kreviazuk, Raine Maida        | Maida                      | 3:08    |  |
| 12.                         | "Don't You Wanna Stay" (com Jason Aldean) | Jason Sellers, Andy Gibson, Paul Jenkins                        | Michael Knox               | 4:15    |  |
| 13.                         | "Catch My Breath"                         | Clarkson, Jason Halbert, Eric Olson                             | Sound Kollectiv            | 4:11    |  |
| 14.                         | "People Like Us"                          | Meghan Kabir, James Michael, Blair Daly                         | Kurstin                    | 4:19    |  |
| 15.                         | "Don't Rush"                              | Blu Sanders, Natalie Hemby, Lindsay Chapman                     | Dann Huff                  | 4:00    |  |
| 16.                         | "I'll Be Home For Christmas"              | Kim Gannon, Walter Kent, Buck Ram                               | Halbert                    | 2:53    |  |
| 17.                         | "Dark Side"                               | busbee, Alexander Geringas                                      | Kurstin                    | 3:45    |  |
| 18.                         | "A Moment Like This"                      | Elofsson, John Reid                                             | Stephen Ferrera, Steve Mac | 4:18    |  |
| 19.                         | "The Trouble with Love Is"                | Clarkson, Evan Rogers, Carl Sturken                             | Rogers, Sturken            | 3:42    |  |
| 20.                         | "I Do Not Hook Up"                        | Katy Perry, DioGuardi, Greg Wells                               | Wells                      | 3:20    |  |
| 21.                         | "Beautiful Disaster" (ao vivo)            | Rebekah Jordan, Matthew Wilder                                  | Toby Francis               | 4:34    |  |

| DVD de edição deluxe |                                    |         |  |
| N.º                  | Título                             | Duração |  |
| 1.                   | "Miss Independent"                 |         |  |
| 2.                   | "Low"                              |         |  |
| 3.                   | "Since U Been Gone"                |         |  |
| 4.                   | "Behind These Hazel Eyes"          |         |  |
| 5.                   | "Because of You"                   |         |  |
| 6.                   | "Walk Away"                        |         |  |
| 8.                   | "Don't Waste Your Time"            |         |  |
| 9.                   | "My Life Would Suck Without You"   |         |  |
| 10.                  | "I Do Not Hook Up"                 |         |  |
| 11.                  | "Already Gone"                     |         |  |
| 12.                  | "Mr. Know It All"                  |         |  |
| 13.                  | "Stronger (What Doesn't Kill You)" |         |  |
| 14.                  | "Dark Side"                        |         |  |

## Desempenho nas tabelas musicais

### Posições
| Tabela musical (2012)          | Melhor posição |
| ------------------------------ | -------------- |
| Espanha - PROMUSICAE           | 77             |
| Estados Unidos - Billboard 200 | 11             |
| Suíça - Schweizer Hitparade    | 92             |

## Histórico de lançamento
| País           | Data                   | Formato                      | Editora discográfica |
| -------------- | ---------------------- | ---------------------------- | -------------------- |
| Austrália      | 16 de Novembro de 2012 | CD, descarga digital, CD+DVD | Sony Music           |
| Irlanda        | 16 de Novembro de 2012 | CD, descarga digital, CD+DVD | Sony Music           |
| Noruega        | 16 de Novembro de 2012 | CD, descarga digital, CD+DVD | Sony Music           |
| Estados Unidos | 19 de Novembro de 2012 | CD, descarga digital, CD+DVD | RCA                  |
| Portugal       | 19 de Novembro de 2012 | CD, descarga digital, CD+DVD | RCA                  |